# Parafia Świętych Apostołów Piotra i Pawła w Piotrkowicach
Parafia Świętych Apostołów Piotra i Pawła w Piotrkowicach – parafia rzymskokatolicka, znajdująca się w diecezji kieleckiej, w dekanacie wodzisławskim.